# توبولین
توبولین پروتئین سازندهٔ ساختار ریزلوله‌ها است.
ریزلوله ها لوله هایی توخالی هستند که قطری به ضخامت ۲۵ نانومتر و طولی متغیر از ۲۰۰ الی ۲۵ نانومتر دارند.
به طور کلی میکروتوبول‌ها (ریزلوله‌ها) در سیتوزول نقش اسکلت سلولی (سیتواسکلتین) را ایفا می‌کنند.